# Georgi Rusev
Georgi Rusenov Rusev (in bulgaro Георги Русенов Русев?; Sofia, 2 luglio 1998) è un calciatore bulgaro, attaccante del Ludogorec, in prestito dal Sion, e della nazionale bulgara.

## Carriera

### Club
Ha giocato nella massima serie bulgara, prima col Septemvri Sofia e poi con il CSKA 1948 Sofia. Il 2 gennaio 2024 viene ceduto a titolo definitivo alla squadra svizzera del Sion.

### Nazionale
Ha rappresentato le nazionali giovanili bulgare.
Nel 2022 ha esordito in nazionale maggiore, con cui ha realizzato il suo primo gol il 19 novembre 2023 nel pareggio per 2-2 in casa della Serbia.

## Statistiche

### Presenze e reti nei club
Statistiche aggiornate al 23 febbraio 2021.
| Stagione               | Squadra                | Campionato             | Campionato | Campionato | Coppe nazionali | Coppe nazionali | Coppe nazionali | Coppe continentali | Coppe continentali | Coppe continentali | Altre coppe | Altre coppe | Altre coppe | Totale | Totale |
| Stagione               | Squadra                | Comp                   | Pres       | Reti       | Comp            | Pres            | Reti            | Comp               | Pres               | Reti               | Comp        | Pres        | Reti        | Pres   | Reti   |
| ---------------------- | ---------------------- | ---------------------- | ---------- | ---------- | --------------- | --------------- | --------------- | ------------------ | ------------------ | ------------------ | ----------- | ----------- | ----------- | ------ | ------ |
| 2018-2019              | Septemvri Sofia        | 1L                     | 21         | 0          | CB              | 4               | 1               |                    | -                  | -                  |             | -           | -           | 25     | 1      |
| 2019-2020              | Septemvri Sofia        | 2L                     | 18         | 9          | CB              | 2               | 1               |                    | -                  | -                  |             | -           | -           | 20     | 10     |
| Totale Septemvri Sofia | Totale Septemvri Sofia | Totale Septemvri Sofia | 39         | 9          |                 | 6               | 2               |                    | -                  | -                  |             | -           | -           | 45     | 11     |
| 2020-2021              | CSKA 1948 Sofia        | 1L                     | 12         | 4          | CB              | 0               | 0               |                    | -                  | -                  |             | -           | -           | 12     | 4      |
| Totale carriera        | Totale carriera        | Totale carriera        | 51         | 13         |                 | 6               | 2               |                    | -                  | -                  |             | -           | -           | 57     | 15     |

### Cronologia presenze e reti in nazionale
| Cronologia completa delle presenze e delle reti in nazionale ― Bulgaria | Cronologia completa delle presenze e delle reti in nazionale ― Bulgaria | Cronologia completa delle presenze e delle reti in nazionale ― Bulgaria | Cronologia completa delle presenze e delle reti in nazionale ― Bulgaria | Cronologia completa delle presenze e delle reti in nazionale ― Bulgaria | Cronologia completa delle presenze e delle reti in nazionale ― Bulgaria | Cronologia completa delle presenze e delle reti in nazionale ― Bulgaria | Cronologia completa delle presenze e delle reti in nazionale ― Bulgaria |
| Data                                                                    | Città                                                                   | In casa                                                                 | Risultato                                                               | Ospiti                                                                  | Competizione                                                            | Reti                                                                    | Note                                                                    |
| ----------------------------------------------------------------------- | ----------------------------------------------------------------------- | ----------------------------------------------------------------------- | ----------------------------------------------------------------------- | ----------------------------------------------------------------------- | ----------------------------------------------------------------------- | ----------------------------------------------------------------------- | ----------------------------------------------------------------------- |
| 23-9-2022                                                               | Razgrad                                                                 | Bulgaria                                                                | 5 – 1                                                                   | Gibilterra                                                              | UEFA Nations League 2022-2023                                           | -                                                                       | 60’                                                                     |
| 26-9-2022                                                               | Skopje                                                                  | Macedonia del Nord                                                      | 0 – 1                                                                   | Bulgaria                                                                | UEFA Nations League 2022-2023                                           | -                                                                       | 89’                                                                     |
| 16-11-2022                                                              | Nicosia                                                                 | Cipro                                                                   | 0 – 2                                                                   | Bulgaria                                                                | Amichevole                                                              | -                                                                       | 82’                                                                     |
| 20-11-2022                                                              | Lussemburgo                                                             | Lussemburgo                                                             | 0 – 0                                                                   | Bulgaria                                                                | Amichevole                                                              | -                                                                       | 90’                                                                     |
| 24-3-2023                                                               | Razgrad                                                                 | Bulgaria                                                                | 0 – 1                                                                   | Montenegro                                                              | Qual. Euro 2024                                                         | -                                                                       | 85’                                                                     |
| 27-3-2023                                                               | Budapest                                                                | Ungheria                                                                | 3 – 0                                                                   | Bulgaria                                                                | Qual. Euro 2024                                                         | -                                                                       | 45’                                                                     |
| 17-6-2023                                                               | Kaunas                                                                  | Lituania                                                                | 1 – 1                                                                   | Bulgaria                                                                | Qual. Euro 2024                                                         | -                                                                       | 74’ 83’                                                                 |
| 20-6-2023                                                               | Razgrad                                                                 | Bulgaria                                                                | 1 – 1                                                                   | Serbia                                                                  | Qual. Euro 2024                                                         | -                                                                       | 62’ 86’                                                                 |
| 7-9-2023                                                                | Plovdiv                                                                 | Bulgaria                                                                | 0 – 1                                                                   | Iran                                                                    | Amichevole                                                              | -                                                                       | 59’                                                                     |
| 10-9-2023                                                               | Podgorica                                                               | Montenegro                                                              | 2 – 1                                                                   | Bulgaria                                                                | Qual. Euro 2024                                                         | -                                                                       | 46’                                                                     |
| 14-10-2023                                                              | Sofia                                                                   | Bulgaria                                                                | 0 – 2                                                                   | Lituania                                                                | Qual. Euro 2024                                                         | -                                                                       | 46’                                                                     |
| 17-10-2023                                                              | Tirana                                                                  | Albania                                                                 | 2 – 0                                                                   | Bulgaria                                                                | Amichevole                                                              | -                                                                       | 46’                                                                     |
| 16-11-2023                                                              | Sofia                                                                   | Bulgaria                                                                | 2 – 2                                                                   | Ungheria                                                                | Qual. Euro 2024                                                         | -                                                                       | 83’                                                                     |
| 19-11-2023                                                              | Leskovac                                                                | Serbia                                                                  | 2 – 2                                                                   | Bulgaria                                                                | Qual. Euro 2024                                                         | 1                                                                       | 46’                                                                     |
| 22-3-2024                                                               | Baku                                                                    | Tanzania                                                                | 0 – 1                                                                   | Bulgaria                                                                | Amichevole                                                              | -                                                                       | 46’                                                                     |
| 25-3-2024                                                               | Baku                                                                    | Azerbaigian                                                             | 1 – 1                                                                   | Bulgaria                                                                | Amichevole                                                              | -                                                                       | 60’                                                                     |
| 4-6-2024                                                                | Bucarest                                                                | Romania                                                                 | 0 – 0                                                                   | Bulgaria                                                                | Amichevole                                                              | -                                                                       | 82’                                                                     |
| 18-11-2024                                                              | Sofia                                                                   | Bulgaria                                                                | 1 – 1                                                                   | Bielorussia                                                             | UEFA Nations League 2024-2025 - 1º turno                                | -                                                                       | 76’                                                                     |
| 6-6-2025                                                                | Plovdiv                                                                 | Bulgaria                                                                | 2 – 2                                                                   | Cipro                                                                   | Amichevole                                                              | -                                                                       | 66’                                                                     |
| Totale                                                                  |                                                                         | Presenze                                                                | 19                                                                      |                                                                         | Reti                                                                    | 1                                                                       |                                                                         |

## Palmarès

### Club

#### Competizioni nazionali
- Challenge League: 1

Sion: 2023-2024
- Supercoppa di Bulgaria: 1

Ludogorec: 2024
- Campionato bulgaro: 1

Ludogorec: 2024-2025
- Coppa di Bulgaria: 1

Ludogorec: 2024-2025